# الکس زونگر
 الکس زونگر (انگلیسی: Alex Zunger؛ زاده ) یک دانشمند اهل اسرائیل است.